# Mount Washington (Massachusetts)
Mount Washington es un pueblo ubicado en el condado de Berkshire en el estado estadounidense de Massachusetts. En el Censo de 2010 tenía una población de 167 habitantes y una densidad poblacional de 2,88 personas por km².

## Geografía
Mount Washington se encuentra ubicado en las coordenadas 42°5′27″N 73°28′13″O / 42.09083, -73.47028. Según la Oficina del Censo de los Estados Unidos, Mount Washington tiene una superficie total de 57.94 km², de la cual 57.54 km² corresponden a tierra firme y (0.68%) 0.39 km² es agua.

## Demografía
Según el censo de 2010, había 167 personas residiendo en Mount Washington. La densidad de población era de 2,88 hab./km². De los 167 habitantes, Mount Washington estaba compuesto por el 97.6% blancos, el 0.6% eran afroamericanos, el 0% eran amerindios, el 0% eran asiáticos, el 0% eran isleños del Pacífico, el 0% eran de otras razas y el 1.8% pertenecían a dos o más razas. Del total de la población el 0.6% eran hispanos o latinos de cualquier raza.